# Jiaocun, Anhui
Jiaocun är en köping i östra Kina. Den ligger i stadsdistriktet Huangshan i staden Huangshan i provinsen Anhui, omkring 200 kilometer söder om provinshuvudstaden Hefei. Antalet invånare är 10 405. Befolkningen består av 4 919 kvinnor och 5 486 män. Barn under 15 år utgör 11,0 %, vuxna 15-64 år 71 %, och äldre över 65 år 17,0 %.